# Munson (Alberta)
Munson es un pueblo canadiense situado en la provincia de Alberta.

## Superficie
Munson tiene una superficie de 2,56 km².

## Demografía
En 2021, tenía 170 habitantes, una densidad poblacional de 66,3 hab./km², y 82 viviendas.